# Игуман Исаија Серски
Исаија Серски (око 1300 — крај XIV в.), Инок Исаија, Старац Исаија, био је српски средњовековни писац, преводилац и дипломата.

## Живот
Родом са Косова, као младић напустио је дворску службу и отишао најпре у манастир Светог Јоакима Сарандапорског у северној Македонији, а онда на Свету гору, где је провео највећи део живота и као игуман обновио руски манастир Свети Пантелејмон. Уживао је велики углед код српских владара, а 1375. године одиграо је значајну улогу у преговорима о окончању црквеног раскола и коначном помирењу између Српске патријаршије и Цариградске патријаршије.

## Књижевни рад
На Светој гори је после Маричке битке 1371. превео на српскословенски Псеудо–Дионисија Ареопагиту (Небеска јерархија, Црквена јерархија, Мистичко богословље и Божанска имена), незаобилазна дела за византијску теологију и хришћанску културу после VI в. У кратком запису уз превод Псеудо-Дионисијевог дела Исаија је оставио снажно сведочанство о Маричкој бици и приликама у опустошеној Србији после налета Турака („... И остаде земља од свих добара лишена, од људи, и стоке, и других плодова. Јер не бијаше кнеза, ни вожда, ни предводника у народу, ни избавитеља, ни спаситеља... И заиста, тада живи завидеше мртвима.“).

## Превод на савремени српски језик
- Инок Исаија уз превод Псеудо–Ареопагита, у: „Стари српски записи и натписи“, приредио проф. др Милорад Павић, Београд, Просвета, СКЗ, 1986. Библиотека Стара српска књижевност у 24 књиге, књ. 24, стр. 70–72.